# Großer Preis von Malaysia 2009
Der Große Preis von Malaysia 2009 (offiziell 2009 Formula 1 Petronas Malaysian Grand Prix) fand am 5. April auf dem Sepang International Circuit in Sepang statt und war das zweite Rennen der Formel-1-Weltmeisterschaft 2009. Wegen sintflutartiger Regenfälle musste das Rennen nach 32 Runden abgebrochen werden.

## Berichte

### Hintergrund
Nach dem Großen Preis von Australien führte Jenson Button in der Fahrerwertung mit zwei Punkten vor Rubens Barrichello und mit vier Punkten vor Jarno Trulli. In der Konstrukteurswertung führte Brawn-Mercedes mit sieben Punkten vor Toyota und mit 14 Punkten vor Renault.
Die Startzeit wurde von 15 auf 17 Uhr MYT verschoben. Dies geschah, um den europäischen Zuschauern eine bessere Sendezeit (9 Uhr UTC) bieten zu können.
Mit Fernando Alonso, Kimi Räikkönen (jeweils zweimal) und Giancarlo Fisichella (einmal) traten drei ehemalige Sieger zu diesem Grand Prix an.

### Training
Im ersten freien Training erzielte Nico Rosberg die schnellste Rundenzeit mit 1:36,260 Minuten. Sein Teamkollege Kazuki Nakajima belegte den zweiten Platz, Button wurde Dritter.
Im zweiten freien Training fuhr erstmals nicht Rosberg die schnellste Rundenzeit in dieser Saison. Ferrari-Pilot Räikkönen erzielte mit 1:35,707 Minuten die beste Zeit vor seinem Teamkollegen Felipe Massa und Sebastian Vettel im Red Bull.
Im dritten freien Training war Rosberg dann aber mit 1:35,940 Minuten erneut schnellster Pilot vor Mark Webber und Massa.

### Qualifying
Das Qualifying bestand aus drei Teilen mit einer Nettolaufzeit von 45 Minuten. Im ersten Qualifying-Segment (Q1) hatten die Fahrer 18 Minuten Zeit, um sich für das Rennen zu qualifizieren. Die besten 15 Fahrer erreichten den nächsten Teil. Barrichello war Schnellster. Die beiden Die Force-India-Piloten, Sébastien Buemi, Nelson Piquet, jr. und Massa schieden aus. Dem Vizeweltmeister und seinem Team unterlief ein folgenschwerer Fehler: Da man sich sicher war, dass die erreichte Zeit fürs Weiterkommen genügend würde, entschied man sich um Runden zu sparen gegen einen weiteren Versuch. Als dann gegen Ende des Abschnitts die Zeiten immer besser wurden, konnte man nicht mehr eingreifen und Massa schied aus.
Der zweite Abschnitt (Q2) dauerte 15 Minuten. Die schnellsten zehn Piloten qualifizierten sich für den dritten Teil des Qualifyings. Button war Schnellster. Die beiden McLaren-Piloten, Sébastien Bourdais, Nakajima und Heidfeld schieden aus.
Der letzte Abschnitt (Q3) ging über eine Zeit von zwölf Minuten, in denen die ersten zehn Startpositionen vergeben wurden. Button fuhr mit einer Zeit von 1:35,181 Minuten die Bestzeit und sicherte sich die fünfte Pole-Position seiner Karriere und die zweite in Folge. Ihm folgten Jarno Trulli und Vettel auf den Plätzen zwei und drei.

### Rennen
Das Rennen wurde mit der Einführungsrunde bei trockenen Bedingungen gestartet. Die Prognosen für den Beginn des Regens reichten von 17:15 bis 17:40 Uhr.

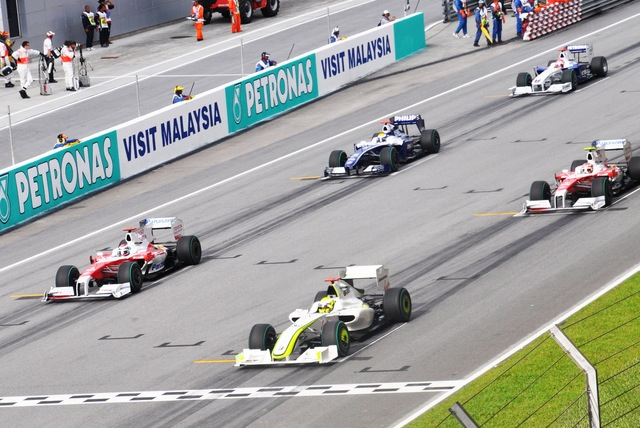
Jenson Button auf der Pole-Position

Button startete von der Pole-Position aus ins Rennen. Gewinner des Starts war Rosberg im Williams-Toyota, der von Position vier aus in Führung ging. Auch Alonso konnte sich mithilfe von KERS von Neun auf Drei vorarbeiten, musste die beiden Brawn-Mercedes von Button und Barrichello jedoch bald wieder vorbeilassen, da er mit ungefähr 15 kg mehr Sprit fuhr. Glock im Toyota fiel beim Start von Drei auf Acht zurück, Robert Kubica rollte nur ganz langsam los und musste seinen Wagen eine Runde später mit einem Motorschaden abstellen. Heikki Kovalainen flog bereits in der ersten Runde von der Strecke und konnte nicht mehr weiterfahren.
Vor den ersten Boxenstopps führte Rosberg vor Trulli sowie Button und Barrichello. Nachdem Rosberg in Runde 15 und Trulli in Runde 17 an die Box gekommen waren, konnte Button auf freier Strecke die schnellste Rennrunde fahren (1:36,641 Minuten in Runde 18) und so nach seinem Boxenstopp Platz eins verteidigen.

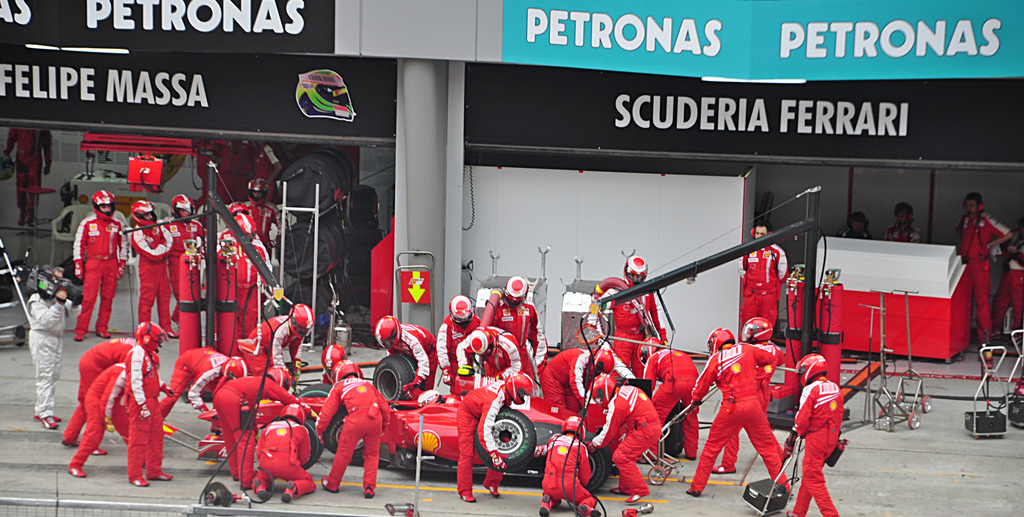
Kimi Räikkönen bei seinem ersten Boxenstopp

Räikkönen, zuvor Fünfter, wurden bei seinem Boxenstopp Regenreifen aufgezogen, mit denen er jedoch auf der noch trockenen Strecke viel Zeit verlor und die nach wenigen Runden schon völlig ruiniert waren (Funkspruch an die Box: “My tyres are completely destroyed.”), sodass er auf Platz 14 zurückfiel.
Als es in Runde 23 leicht zu regnen anfing, mussten die Fahrer erneut in die Box zum Reifenwechsel. Davon profitierten Heidfeld im BMW Sauber und Lewis Hamilton im McLaren-Mercedes, die mehr Benzin an Bord hatten und sodann mit ihrem ersten Stopp auf Regenreifen wechselten. Barrichello konnte im Regen an Trulli und Rosberg vorbeifahren und komplettierte die vorübergehende Doppelführung für Brawn GP. Hauptgewinner des Regens war jedoch Glock, der sich als Einziger für Intermediates statt für Regenreifen entschied und damit im leichten Regen von außerhalb der Top Ten an allen vorbeizog und Barrichello wieder von Platz zwei verdrängte. Als die anderen Fahrer anschließend von Regenreifen auf Intermediates wechselten, übernahm er kurzzeitig die Führung, wurde jedoch bald wieder von Button überholt. Nun fing es heftig zu regnen an und die Fahrer mussten wieder zurück auf Regenreifen wechseln; Glock fiel hinter Heidfeld zurück, der nicht auf Intermediates gewechselt hatte und immer noch erst einmal in der Box gewesen war – im Gegensatz zu Button und Glock (je drei Stopps) sowie den meisten anderen Fahrern.
Anschließend konnte Glock sich zwar Platz zwei zurückerobern, die Bedingungen wurden jedoch immer extremer, sodass die Rennleitung nach mehreren Abflügen das Safety-Car losschickte. Da die Rennwagen trotz der verminderten Geschwindigkeit weiter von der Strecke rutschten, wurde das Rennen nur wenig später mit der Roten Flagge unterbrochen.

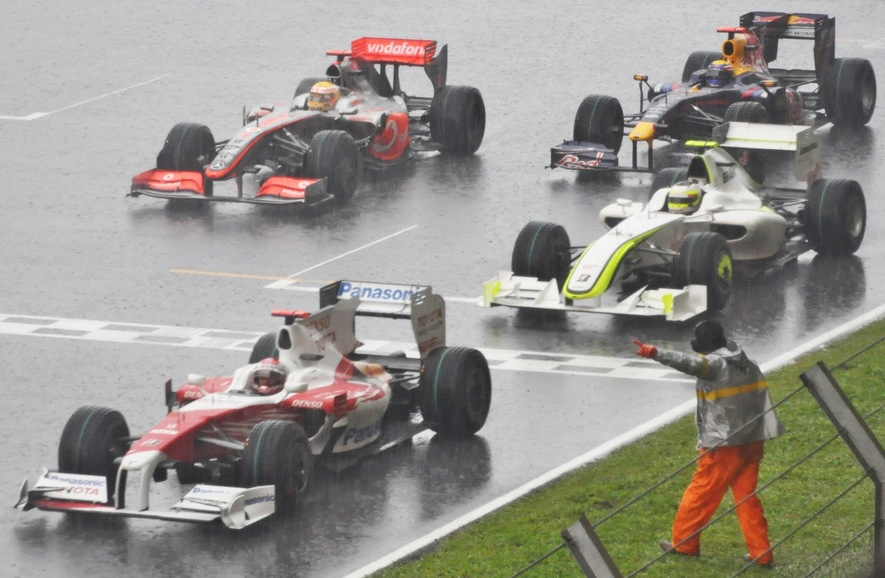
Jarno Trulli, Rubens Barrichello, Lewis Hamilton und Mark Webber auf der Start-Ziel-Geraden nach Unterbrechung des Rennens

Die Teams sammelten sich hinter der Red-Flag-Linie auf der Start-Ziel-Geraden, versuchten Autos und Fahrer vor dem Regen zu schützen und warteten auf die Entscheidung der Rennleitung. Nachdem der Regen etwas nachließ und mehrere Teams schon die Motoren anwarfen, entschied diese um 18:52 Uhr MYT das Rennen auch aufgrund der drohenden Dunkelheit nicht mehr zu starten. Gewertet wurde der Stand in Runde 31, Sieger wurde Button vor Heidfeld und Glock, die erst auf dem Weg zur Siegerehrung von Renndirektor Charlie Whiting von der umgekehrten Reihenfolge erfuhren.
Da zu diesem Zeitpunkt noch keine 75 Prozent der vorgesehenen Renndistanz absolviert worden waren, bekamen die in den Punkterängen platzierten Fahrer nur die halbe Punktezahl. Dies geschah erst zum fünften Mal in der Geschichte der Formel 1, das letzte Mal kam dies beim Großen Preis von Australien 1991 vor.

### Nach dem Rennen
Bereits im Vorfeld waren die Teams skeptisch bezüglich der späten Startzeit. Beschwerten sich die Fahrer in Melbourne noch über die tiefstehende Sonne, verhinderte in Sepang der späte Rennbeginn möglicherweise den Neustart. Während Bernie Ecclestone den späten Start verteidigte, zogen die Streckenbetreiber für das nächste Jahr wieder einen früheren Start in Erwägung. „Zu welcher Zeit wir nächstes Jahr starten werden, wissen wir noch nicht, aber wir werden die Startzeit für das nächstjährige Rennen überprüfen“, sagte der Vorsitzende des Sepang International Circuit, Datuk Mokhzani Mahathir. Schließlich wurde der Rennstart 2010 wieder eine Stunde früher angesetzt.

## Meldeliste
| Team                      | Nr. | Fahrer               | Chassis           | Motor                | Reifen |
| ------------------------- | --- | -------------------- | ----------------- | -------------------- | ------ |
| Vodafone McLaren Mercedes | 01  | Lewis Hamilton       | McLaren MP4-24    | Mercedes-Benz 2.4 V8 | B      |
| Vodafone McLaren Mercedes | 02  | Heikki Kovalainen    | McLaren MP4-24    | Mercedes-Benz 2.4 V8 | B      |
| Scuderia Ferrari Marlboro | 03  | Felipe Massa         | Ferrari F60       | Ferrari 2.4 V8       | B      |
| Scuderia Ferrari Marlboro | 04  | Kimi Räikkönen       | Ferrari F60       | Ferrari 2.4 V8       | B      |
| BMW Sauber F1 Team        | 05  | Robert Kubica        | BMW Sauber F1.09  | BMW 2.4 V8           | B      |
| BMW Sauber F1 Team        | 06  | Nick Heidfeld        | BMW Sauber F1.09  | BMW 2.4 V8           | B      |
| ING Renault F1 Team       | 07  | Fernando Alonso      | Renault R29       | Renault 2.4 V8       | B      |
| ING Renault F1 Team       | 08  | Nelson Piquet jr.    | Renault R29       | Renault 2.4 V8       | B      |
| Panasonic Toyota Racing   | 09  | Jarno Trulli         | Toyota TF109      | Toyota 2.4 V8        | B      |
| Panasonic Toyota Racing   | 10  | Timo Glock           | Toyota TF109      | Toyota 2.4 V8        | B      |
| Scuderia Toro Rosso       | 11  | Sébastien Bourdais   | Toro Rosso STR4   | Ferrari 2.4 V8       | B      |
| Scuderia Toro Rosso       | 12  | Sébastien Buemi      | Toro Rosso STR4   | Ferrari 2.4 V8       | B      |
| Red Bull Racing           | 14  | Mark Webber          | Red Bull RB5      | Renault 2.4 V8       | B      |
| Red Bull Racing           | 15  | Sebastian Vettel     | Red Bull RB5      | Renault 2.4 V8       | B      |
| AT&T Williams             | 16  | Nico Rosberg         | Williams FW31     | Toyota 2.4 V8        | B      |
| AT&T Williams             | 17  | Kazuki Nakajima      | Williams FW31     | Toyota 2.4 V8        | B      |
| Force India F1 Team       | 20  | Adrian Sutil         | Force India VJM02 | Mercedes-Benz 2.4 V8 | B      |
| Force India F1 Team       | 21  | Giancarlo Fisichella | Force India VJM02 | Mercedes-Benz 2.4 V8 | B      |
| Brawn GP Formula 1 Team   | 22  | Jenson Button        | Brawn BGP 001     | Mercedes-Benz 2.4 V8 | B      |
| Brawn GP Formula 1 Team   | 23  | Rubens Barrichello   | Brawn BGP 001     | Mercedes-Benz 2.4 V8 | B      |

Anmerkungen
1. ↑  Die Startnummern 18 und 19 wurden wegen des Rückzugs des Honda-Teams nicht vergeben. Das Nachfolgeteam Brawn GP bekam als Neuling traditionell die letzten Startnummern, das Team Force India rückte aus Marketinggründen nicht auf.

## Klassifikationen

### Qualifying
| Pos. | Fahrer               | Konstrukteur         | Q1       | Q2       | Q3       | Start |
| ---- | -------------------- | -------------------- | -------- | -------- | -------- | ----- |
| 01   | Jenson Button        | Brawn-Mercedes       | 1:35,058 | 1:33,784 | 1:35,181 | 01    |
| 02   | Jarno Trulli         | Toyota               | 1:34,745 | 1:33,990 | 1:35,273 | 02    |
| 03   | Sebastian Vettel     | Red Bull-Renault     | 1:34,935 | 1:34,276 | 1:35,518 | 13    |
| 04   | Rubens Barrichello   | Brawn-Mercedes       | 1:34,681 | 1:34,387 | 1:35,651 | 08    |
| 05   | Timo Glock           | Toyota               | 1:34,907 | 1:34,258 | 1:35,690 | 03    |
| 06   | Nico Rosberg         | Williams-Toyota      | 1:35,083 | 1:34,547 | 1:35,750 | 04    |
| 07   | Mark Webber          | Red Bull-Renault     | 1:35,027 | 1:34,222 | 1:35,797 | 05    |
| 08   | Robert Kubica        | BMW Sauber (K)       | 1:35,166 | 1:34,562 | 1:36,106 | 06    |
| 09   | Kimi Räikkönen       | Ferrari (K)          | 1:35,476 | 1:34,456 | 1:36,170 | 07    |
| 10   | Fernando Alonso      | Renault (K)          | 1:35,260 | 1:34,706 | 1:37,659 | 09    |
| 11   | Nick Heidfeld        | BMW Sauber (K)       | 1:35,110 | 1:34,769 | –        | 10    |
| 12   | Kazuki Nakajima      | Williams-Toyota      | 1:35,341 | 1:34,788 | –        | 11    |
| 13   | Lewis Hamilton       | McLaren-Mercedes (K) | 1:35,280 | 1:34,905 | –        | 12    |
| 14   | Heikki Kovalainen    | McLaren-Mercedes (K) | 1:35,023 | 1:34,924 | –        | 14    |
| 15   | Sébastien Bourdais   | Toro Rosso-Ferrari   | 1:35,507 | 1:35,431 | –        | 15    |
| 16   | Felipe Massa         | Ferrari (K)          | 1:35,642 | –        | –        | 16    |
| 17   | Nelson Piquet jr.    | Renault (K)          | 1:35,708 | –        | –        | 17    |
| 18   | Giancarlo Fisichella | Force India-Mercedes | 1:35,908 | –        | –        | 18    |
| 19   | Adrian Sutil         | Force India-Mercedes | 1:35,951 | –        | –        | 19    |
| 20   | Sébastien Buemi      | Toro Rosso-Ferrari   | 1:36,107 | –        | –        | 20    |

Anmerkungen
(K) = Rennwagen mit KERS
1. ↑  Vettel wurde, nach einer selbstverschuldeten Kollision mit Kubica gegen Ende des Großen Preises von Australien, um zehn Startplätze nach hinten strafversetzt.
2. ↑  Barrichello wurde wegen eines Getriebewechsels um fünf Startplätze zurückversetzt. Jedoch rückte er durch die Strafversetzung Vettels auf Platz acht vor.

### Rennen
| Pos. | Fahrer               | Konstrukteur         | Runden | Stopps | Zeit       | Start | Schnellste Runde |
| ---- | -------------------- | -------------------- | ------ | ------ | ---------- | ----- | ---------------- |
| 01   | Jenson Button        | Brawn-Mercedes       | 31     | 3      | 55:30,622  | 01    | 1:36,641 (18.)   |
| 02   | Nick Heidfeld        | BMW Sauber (K)       | 31     | 1      | + 22,722   | 10    | 1:39,084 (17.)   |
| 03   | Timo Glock           | Toyota               | 31     | 3      | + 23,513   | 03    | 1:39,406 (18.)   |
| 04   | Jarno Trulli         | Toyota               | 31     | 3      | + 46,173   | 02    | 1:37,591 (12.)   |
| 05   | Rubens Barrichello   | Brawn-Mercedes       | 31     | 3      | + 47,360   | 08    | 1:37,484 (17.)   |
| 06   | Mark Webber          | Red Bull-Renault     | 31     | 4      | + 52,333   | 05    | 1:37,672 (14.)   |
| 07   | Lewis Hamilton       | McLaren-Mercedes (K) | 31     | 3      | + 1:00,733 | 12    | 1:39,141 (17.)   |
| 08   | Nico Rosberg         | Williams-Toyota      | 31     | 4      | + 1:11,576 | 04    | 1:37,598 (13.)   |
| 09   | Felipe Massa         | Ferrari (K)          | 31     | 3      | + 1:16,932 | 16    | 1:39,250 (17.)   |
| 10   | Sébastien Bourdais   | Toro Rosso-Ferrari   | 31     | 3      | + 1:42,164 | 15    | 1:39,242 (17.)   |
| 11   | Fernando Alonso      | Renault (K)          | 31     | 3      | + 1:49,422 | 09    | 1:39,006 (17.)   |
| 12   | Kazuki Nakajima      | Williams-Toyota      | 31     | 3      | + 1:56,130 | 11    | 1:39,387 (17.)   |
| 13   | Nelson Piquet jr.    | Renault (K)          | 31     | 3      | + 1:56,713 | 17    | 1:39,268 (18.)   |
| 14   | Kimi Räikkönen       | Ferrari (K)          | 31     | 3      | + 2:22,841 | 07    | 1:38,453 (17.)   |
| 15   | Sebastian Vettel     | Red Bull-Renault     | 30     | 3      | + 1 Runde  | 13    | 1:38,427 (10.)   |
| 16   | Sébastien Buemi      | Toro Rosso-Ferrari   | 30     | 2      | + 1 Runde  | 20    | 1:38,938 (16.)   |
| 17   | Adrian Sutil         | Force India-Mercedes | 30     | 2      | + 1 Runde  | 19    | 1:39,464 (17.)   |
| 18   | Giancarlo Fisichella | Force India-Mercedes | 29     | 1      | + 2 Runden | 18    | 1:39,407 (16.)   |
| –    | Robert Kubica        | BMW Sauber           | 1      | 0      | DNF        | 06    | –                |
| –    | Heikki Kovalainen    | McLaren-Mercedes (K) | 0      | 0      | DNF        | 14    | –                |

Anmerkungen
(K) = Rennwagen mit KERS

## WM-Stände nach dem Rennen
Die ersten acht des Rennens hätten 10, 8, 6, 5, 4, 3, 2 bzw. 1 Punkt(e) bekommen. Da das Rennen jedoch nach weniger als 75 Prozent der Gesamtdistanz abgebrochen wurde, wurden die Punkte halbiert.

### Fahrerwertung
| Pos. | Fahrer             | Konstrukteur       | Punkte |
| ---- | ------------------ | ------------------ | ------ |
| 01   | Jenson Button      | Brawn-Mercedes     | 15,0   |
| 02   | Rubens Barrichello | Brawn-Mercedes     | 10,0   |
| 03   | Jarno Trulli       | Toyota             | 8,5    |
| 04   | Timo Glock         | Toyota             | 8,0    |
| 05   | Nick Heidfeld      | BMW Sauber         | 4,0    |
| 06   | Fernando Alonso    | Renault            | 4,0    |
| 07   | Nico Rosberg       | Williams-Toyota    | 3,5    |
| 08   | Sébastien Buemi    | Toro Rosso-Ferrari | 2,0    |
| 09   | Mark Webber        | Red Bull-Renault   | 1,5    |
| 10   | Sébastien Bourdais | Toro Rosso-Ferrari | 1,0    |

| Pos. | Fahrer               | Konstrukteur         | Punkte |
| ---- | -------------------- | -------------------- | ------ |
| 11   | Lewis Hamilton       | McLaren-Mercedes     | 1,0    |
| 12   | Adrian Sutil         | Force India-Mercedes | 0,0    |
| 13   | Felipe Massa         | Ferrari              | 0,0    |
| 14   | Giancarlo Fisichella | Force India-Mercedes | 0,0    |
| 15   | Kazuki Nakajima      | Williams-Toyota      | 0,0    |
| 16   | Sebastian Vettel     | Red Bull-Renault     | 0,0    |
| 17   | Nelson Piquet jr.    | Renault              | 0,0    |
| 18   | Kimi Räikkönen       | Ferrari              | 0,0    |
| 19   | Robert Kubica        | BMW Sauber           | 0,0    |
| –    | Heikki Kovalainen    | McLaren-Mercedes     | 0,0    |

### Konstrukteurswertung
| Pos. | Konstrukteur    | Punkte |
| ---- | --------------- | ------ |
| 01   | Brawn-Mercedes  | 25,0   |
| 02   | Toyota          | 16,5   |
| 03   | BMW Sauber      | 4,0    |
| 04   | Renault         | 4,0    |
| 05   | Williams-Toyota | 3,5    |

| Pos. | Konstrukteur         | Punkte |
| ---- | -------------------- | ------ |
| 06   | Toro Rosso-Ferrari   | 3,0    |
| 07   | Red Bull-Renault     | 1,5    |
| 08   | McLaren-Mercedes     | 1,0    |
| 09   | Force India-Mercedes | 0,0    |
| 10   | Ferrari              | 0,0    |